# ایشلق
ایشلق (ایشله) یکی از روستاهای استان آذربایجان شرقی است که در دهستان تیرچایی بخش کندوان شهرستان میانه واقع شده‌است. با فاصله ۱۵ کیلومتری از شهر میانه و ۵ کیلومتری روستای اونلیق قرار دارد.این روستا زادگاه محمد علیزاده خواننده نیز می باشد .

## جمعیت
براساس نتایج سرشماری عمومی نفوس و مسکن مرکز آمار ایران در سال ۱۳۹۵، جمعیت این روستا حدود ۳۸۰ نفر و تعداد خانوار آن، ۱۶۰ خانوار برآورد شده‌است.